# Corinth Morter Lewis
Pour les articles homonymes, voir Lewis.
Corinth Irene Morter-Lewis, née le 12 avril 1942, est une éducatrice et poétesse bélizienne. Elle a été présidente de l'Université du Belize (en) et présidente du conseil d'administration de l'Institut international de l'UNESCO pour l'enseignement supérieur en Amérique latine et dans les Caraïbes.

## Biographie
Corinth Irene Morter est née à Belize City, au Honduras britannique, et a fait ses études primaires à l'école Ebenezer. Elle commence sa carrière en tant qu'assistante de bureau pour le gouvernement du Belize et étudie ensuite pour devenir enseignante. Elle complète des études universitaires à l'Université du Nouveau-Brunswick au Canada et obtient en 1980 une maîtrise de l'Université d'État de Ball à Muncie, dans l'Indiana. Elle poursuit ensuite un doctorat à l'Université de l'Alberta, où elle obtient son doctorat en psychologie de l'éducation.

### Éducation
Elle commence à enseigner au Belize Technical High School, qui est devenu plus tard le Belize Technical College, devenant plus tard chef de département et vice-principale.
Elle est présidente par intérim de l'Université du Bélize entre 2010 et 2011, après avoir été présidente de janvier 2003 à juin 2007. En 2008, elle commence à travailler en tant que présidente du conseil d'administration de l'Institut international de l'UNESCO pour l'enseignement supérieur en Amérique latine et dans les Caraïbes, après avoir été vice-présidente.

### Poésie
Corinth Irene Morter écrit de la poésie pendant son temps libre et est membre de la société des poètes béliziens. Plusieurs de ses poèmes et œuvres ont été reproduits dans la Belizean Writers Series (« Série des Écrivains Béliziens »). En 1981, elle rédige le poème Tribute to the Belizean Flag (« Hommage au drapeau bélizien ») pour commémorer l'indépendance du Bélize. Devenu symbole national, il est enseigné dans les écoles béliziennes. Le poème est une reprise d'un poème sorti en 1976, dans le recueil Share My Song.

### Vie privée
Lewis est mariée et a deux enfants.

## Œuvres
Liste non exhaustive
- (en) Share My Song, 1976recueil de poèmes
- (en) Fathers of Belize, National Library Service, 2001
- (en) Moments In Time (Volume 1), 2013
- (en) Moments In Time (Volume 2), 2013